# Düzkışla, Hasköy
Düzkışla là một thị trấn thuộc huyện Hasköy, tỉnh Muş, Thổ Nhĩ Kỳ. Dân số thời điểm năm 2011 là 2.066 người.